# Шишханов, Тамерлан Сосланбекович
Тамерлан Сосланбекович Шишханов (ингуш. Шишханаькъан Солсбика Тамерлан; 8 марта 1937, Орджоникидзе — 1 мая 1983) — советский учёный-металлург. Кандидат технических наук. Лауреат Ленинской премии (1976), первый и единственный ингуш, удостоенный этой награды.

## Биография
В три года потерял мать. В шесть лет был депортирован. Поначалу их разместили в селе Арыкбалык Акмолинской области Казахской ССР. В 1947 году отцу удалось перевести свою семью в Алма-Ату. В 1950 году отец Тамерлана женился вторично. Его мачеху звали Тамара Халуханова.
Тамерлан окончил школу с серебряной медалью (младшие братья и сёстры Тамерлана также окончили школу с медалями). Однако как спецпереселенец он не имел права поступить в институт. Это удалось сделать лишь после вмешательства дяди его мачехи, ветерана Великой Отечественной войны, подполковника Бекхана Халухаева.
В 1959 году Шишханов с отличием окончил Алма-Атинский горно-металлургический институт. Во время учёбы в составе группы студентов был направлен на практику в Центральный научно-исследовательский институт чёрной металлургии, где он познакомился с академиком И. П. Бардиным, под влиянием которого увлёкся порошковой металлургией. После окончания института был приглашён работать на Новотульский металлургический завод, где обратил на себя внимание ещё во время студенческой практики. Постепенно он дорос до начальника цеха и заведующего лабораторией. В 32 года Шишханов защитил кандидатскую диссертацию. На вновь созданном при заводе научно-производственном объединении «Тулачермет» его назначили заместителем генерального директора по науке. 20 апреля 1976 года группе учёных, среди которых был и Шишханов, была присуждена Ленинская премия за создание эффективной и экологичной промышленной технологии извлечения ванадия из шлаков. Благодаря этой разработке рабочий ресурс многих изделий советской промышленности удалось увеличить в 2-3 раза.
Машина непрерывного литья стали, созданная творческим коллективом с использованием разработанной им технологии, с успехом демонстрировалась на Лейпцигской ярмарке и на выставке в Мельбурне. Машиной заинтересовался целый ряд известных зарубежных фирм: «Конкаст», «Айтяй», «Кавасаки», «Флетчер», «Стелко» и другие. Машина была запатентована во многих странах. Шишханову довелось выступать с лекциями о достижениях советских металлургов перед канадскими и американскими металлургами.
Шишханов написал докторскую диссертацию об экономии металла, которую, однако, не успел защитить из-за скоропостижной смерти в 1983 году.

## Награды
В 2005 году Шишханов был посмертно награждён высшей наградой Ингушетии — орденом «За заслуги».